# Liholsån
Liholsån är en liten å som ligger i Bjursås i Dalarna. Ån har sin början i Andersbotjärn och rinner ut i Bjursen. Under sin drygt fem kilometer långa sträckning genomflyter den Andersbo och Sågsbo. I ån finns öring samt ett litet bestånd bäckröding.